# Kasteel Altena (Kruibeke)

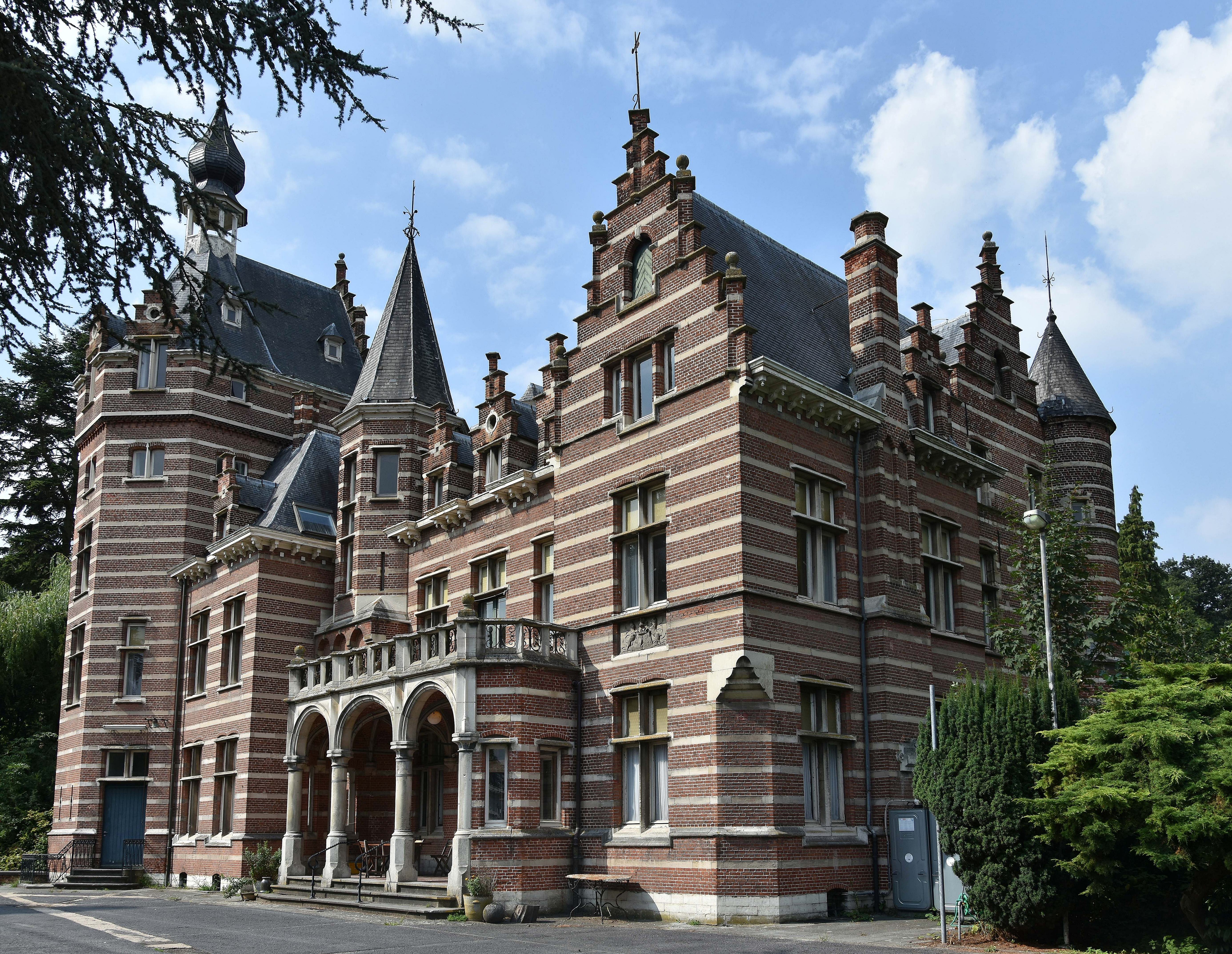
Kasteel Altena

Het Kasteel Altena is een kasteel in de Oost-Vlaamse plaats Kruibeke, gelegen aan Burchtstraat 11.

## Geschiedenis
Vanouds stond hier een kasteel. In 1584 werd dit door brand verwoest. In 1594 werd het kasteel herbouwd als waterburcht. Tot 1850 was het in bezit van de adellijke familie de Lanfranchye, die de Heerlijkheid van Kruibeke bezaten. Jan Frans de Lanfrancye, was burgemeester van Kruibeke in 1818. Daarna was het in het bezit van Eduaurd le Boucq de Beaudignies, burgemeester in 1848. In 1878 werd het kasteel vergroot in opdracht van Julius le Boucq de Beaudignies, naar ontwerp van Joseph Schadde. Het werd het een rustoord voor de Zusters van Vincentius a Paulo.
In 2000 kwam er een vormingscentrum voor de Broeders van Liefde, maar dezen vertrokken in 2014. In 2018 werd een plan gepresenteerd voor een zorgcentrum voor gehandicapten waartoe naast het kasteel ook nieuwbouw zou verrijzen. Het kasteel herbergt dan de administratie en een aantal therapieruimten.

## Gebouw
Het is een groot bakstenen kasteel met trapgevels, een open galerij en een uitspringend veelhoekig torenachtig bouwsel. Het geheel is rijk gedetailleerd en heeft speklagen van zandsteen.